# Yoshiko Matsumura
Yoshiko Matsumura (松村 好子?, Matsumura Yoshiko; 9 dicembre 1941) è una pallavolista giapponese, campionessa mondiale e olimpica.

## Carriera

### Club
.

### Nazionale
È stata una componente della squadra delle Streghe orientali, con la quale ha vinto la medaglia d'oro alle Olimpiadi di Tokyo nel 1964.